# YOU/これがはじまりだから
「YOU／これがはじまりだから」（ユー/ - ）は、BEGIN3枚目のシングル。1991年11月10日発売。発売元はテイチク。

## 解説
「YOU」はユニマット、「これがはじまりだから」はアサヒビールの生ビール「アサヒほろにが」それぞれのテレビ・コマーシャルに起用された。初の両A面。

## トラック
1. YOU
（作詞：BEGIN・真名杏樹　作曲：BEGIN　編曲：岡田徹）
2. これがはじまりだから
（作詞：松井五郎　作曲・編曲：小林武史）